# Отвешти (Тимиш)
Отвешти (рум. Otvești) насеље је у Румунији у округу Тимиш у општини Сакошу Турческ. Oпштина се налази на надморској висини од 98 m.

## Историја
По "Румунској енциклопедији" место су основали 1868. године мађарски колонисти на земљишту грофа Киша. Колонија је понела име по мађарском министру барону Јожефу Етвешу. 

## Становништво
Према подацима из 2002. године у насељу је живело 304 становника.

### Попис2002.
| Расподела становништва по националности 2002.‍ | Расподела становништва по националности 2002.‍ | Расподела становништва по националности 2002.‍ | Расподела становништва по националности 2002.‍ | Расподела становништва по националности 2002.‍ |
| --------------------------------------------- | --------------------------------------------- | --------------------------------------------- | --------------------------------------------- | --------------------------------------------- |
|                                               |                                               |                                               |                                               |                                               |
| Румуни                                        | Румуни                                        |                                               | 114                                           | 37,6%                                         |
| Мађари                                        | Мађари                                        |                                               | 179                                           | 59,1%                                         |
| Роми                                          | Роми                                          |                                               | 5                                             | 1,7%                                          |
| Немци                                         | Немци                                         |                                               | 5                                             | 1,7%                                          |